# Ezüst-Patak
Az Ezüst-Patak zenekart Gabrieli Richárd alapította 2004-ben. 
2006-tól Raksányi Boglárka /népdal/, Héri Attila /dobok/, Csányi Szabolcs /gitár/ és Udvarhelyi Bálint /billentyűsök/ voltak Richye mellett a zenekar tagjai. 
Ebben a felállásban készítették el 2007-ben debütáló albumukat, rajta 11 dallal (+három angol nyelvű változat) és ismert közreműködőkkel. 
A lemezen többek között Giret Gábor, Jamie Winchester, Galambos Zoltán és Kuczera Barbara játéka is hallható.
Elsőként a Szabad élet című dalból készült videóklip, Galler András „Indián” rendezésében. A videót nagy sikerrel játszotta az akkori Magyar zene TV és a klip a slágerlista 10. helyéig is eljutott.
2007 nyarán mutatkozott be a csapat a közönségnek, majd Bogi helyére érkezett Rémi Tünde, aki a Honvéd Néptáncegyüttes Europas díjas táncosa! 
Tünde énekelt többek között az István a király című rockoperában, illetve számos színházi darabban látható-hallható napjainkban is! 
Az Ő szereplésével elkészült a 2. klip is, a Hold Fény című dalból, szintén Indián rendezésében.
A 2008-as évben a zenekar gitáros és billentyűs poszton is váltott. 
Előbbi helyre Bakó Károly, utóbbira pedig Pivarcsi Gábor került. 
Ez év nyarán csatlakozott a csapathoz Szécsi Attila hegedűművész is. 
Augusztus végén az immár hattagú zenekar elkészítette 3. klipjét, az Olvadó jég című dalból, melyet Kollányi Rita rendezett. Ekkor a zenekar már folyamatosan koncertezett, számos jól sikerült fellépés volt szerte az országban. 
Az év végén a zenekar Wigwam-beli koncertjét DVD-n rögzítették, számos extrával -köztük a Balogh „Különjárat” Zoli korai halála miatt, máig befejezetlen Változás című dal koncert klipje. Richye a DVD teljes bevételét, Zoli árván maradt gyermekeinek ajánlotta fel!
2009-ben a csapat vendégzenekarként 27 állomásos országos turnéra indult, melyeken rengeteg ember megismerte az első lemez anyagát, illetve a már készülő II. album új dalait. Év közben távozott a csapat gitárosa, így a mostani a véglegesnek tekinthető felállás.
2010. március elején jelent meg a zenekar 2. albuma. 10 új szerzemény (itt is van két angol nyelvű változat), melyek az első lemezhez képest gyorsabbak és keményebb hangvételűek és amelyekben a zenekar tagjai a legjobb formájukat hozzák! 
A 2010-ben már az új lemez dalaival kiegészült műsort hallhat a nagyérdemű szerte az országban, Erdélyben, a zenekar számára felejthetetlen kárpátaljai bulin és a novemberi lemezbemutató koncerten!
A 2011-es év folyamatos koncertezése mellett a zenekar egy újdonsággal tette színesebbé és egyben kissé érthetőbbé a zenéjét.
Akusztikus átirat készült az első két lemez 18 dalából.
A nagy sikerű Aranytíz-beli koncertet követően, a csapat stúdióba vonult és két vendégművész (Lőrincz György és Perger István "Guszty") közreműködésével lemezre rögzített 12 akusztikus dalt, mely 2012. április 21.-én, egy telt házas lemezbemutató koncert keretében került a zenekart kedvelők kezébe! 
Ez év októberében az újabb nagy sikerű Akusztik koncerttel egy időben megjelent a következő, immár 8. videó, melyet az Élet és a show című friss dalhoz készített Pál Balázs és amely a friss, két dalt tartalmazó Maxi CD-n is helyet kapott.
2013 év elején a csapat nekiállt elkészíteni a 3. Ezüst-Patak sorlemezt, illetve a múlt év októberi koncerten rögzített képanyagból készülő DVD-t, amely június 17-én meg is jelent. 2013. szeptember 2-án megjelenik a zenekar harmadik stúdiólemeze, rajta 14 vadonatúj dallal! Október 25-én 9 állomásos koncert körút veszi kezdetét, melynek első helyszíne Kaposvár.

## Diszkográfia
Albumok
- Ezüst-Patak I. (2007)
- Ezüst-Patak II. (2010)
- Akusztik (2012)
- Ezüst-Patak III. (2013)

Videók
- Ezüst-Patak (DVD, 2008)
- Ezüst-Patak Akusztik koncertfilm (DVD, 2012)

## Tagok
Jelenlegi felállás
- Rémi Tünde - népi ének, vokál
- Gabrieli Richárd - ének, gitár, basszusgitár, kaval, tilinkó
- Héri Attila - dob
- Pivarcsi Gábor - zongora, szintetizátor, vokál
- Szécsi Attila - hegedű

Korábbi tagok
- Raksányi Boglárka - népi ének
- Bakó Károly - gitár
- Csányi Szabolcs - gitár
- Udvarhelyi Bálint - billentyűsök

Vendégzenészek
- Kuczera Barbara - hegedű
- Perger István "Guszty" - percussion
- Lőrincz György - fúvós
- Erdélyi Claudia- népi ének